# Neithea
Neithea is een uitgestorven geslacht van mollusken, dat leefde tijdens het Laat-Krijt.

## Beschrijving
Deze tweekleppige mantelschelp had een smalle, ovale schelp met een bolle rechterklep, die buiten de platte linkerklep uitstak. Langs de slotrand bevonden zich twee uitstekende oortjes. De lengte van de schelp bedroeg ongeveer 4 cm.